# Тома Казимир Сапіга
Тома Казимир Сапіга (1621 — 30 березня 1654 біля Білого Камня) — великолитовський обозний.

## Біографія
Він був сином Фридерика, підкоморія володимирського, брата Яна Фридерика, Криштофа Францішека та Олександра Казимира.
Він навчався в єзуїтському колегіумі в Любліні, вступив до Краківської академії в 1635 році, а потім поїхав до Італії зі своїм братом Яном Фридериком до університетів у Болоньї та Падуї. Він також подорожував Німеччиною, Францією та Англією.
22 квітня 1646 р. він одружився з кальвіністкою Софією, уродженою Дорогостайською (1632—1653), дочкою Владислава та Ельжбети, уродженою Самсона Подбереських, яка під впливом його та її матері прийняла католицизм. З її рук він отримав величезні Дорогостайські маєтки в Литві та на Волині. Ці маєтки мали велику заборгованість.
У 1648 році йому було доручено капітанство гусарської хоругви. Того ж року брав участь у військовому супроводі посольства Адама Киселя до Хмельницького. Брав участь у битві під Пілавцями. У 1649 р. він перебував під Зборовом, де був призначений начальником литовського табору. У 1650 році отримав козацьку хоругву, на чолі якої воював у битві під Берестечком, де був двічі поранений.
Помер 30 березня 1654 року у військовому таборі біля Білого Камня від хвороби. Його шлюб був бездітним.